# Arrondissement de Saint-Claude
L'arrondissement de Saint-Claude est une division administrative française, située dans le département du Jura en Bourgogne-Franche-Comté.

## Composition

### Composition avant 2015
- canton des Bouchoux
- canton de Moirans-en-Montagne
- canton de Morez
- canton de Saint-Claude

L'arrondissement de Saint-Claude avant 2015.

- canton de Saint-Laurent-en-Grandvaux

### Découpage communal depuis 2015
Depuis 2015, le nombre de communes des arrondissements varie chaque année soit du fait du redécoupage cantonal de 2014 qui a conduit à l'ajustement de périmètres de certains arrondissements, soit à la suite de la création de communes nouvelles. Le nombre de communes de l'arrondissement de Saint-Claude est ainsi de 70 en 2015, 66 en 2016, 60 en 2017 et 55 en 2019.
Au 1er janvier 2024, l'arrondissement groupe les 55 communes suivantes :
1. Avignon-lès-Saint-Claude
2. Bellecombe
3. Bellefontaine
4. Bois-d'Amont
5. Les Bouchoux
6. Chancia
7. Charchilla
8. Chassal-Molinges
9. Châtel-de-Joux
10. La Chaumusse
11. La Chaux-du-Dombief
12. Choux
13. Coiserette
14. Coteaux du Lizon
15. Coyrière
16. Coyron
17. Crenans
18. Les Crozets
19. Étival
20. Fort-du-Plasne
21. Grande-Rivière Château
22. Hauts de Bienne
23. Jeurre
24. Lac-des-Rouges-Truites
25. Lajoux
26. Lamoura
27. Larrivoire
28. Lavancia-Epercy
29. Lavans-lès-Saint-Claude
30. Lect
31. Leschères
32. Longchaumois
33. Maisod
34. Martigna
35. Meussia
36. Moirans-en-Montagne
37. Montcusel
38. Morbier
39. Les Moussières
40. Nanchez
41. La Pesse
42. Prémanon
43. Ravilloles
44. La Rixouse
45. Rogna
46. Les Rousses
47. Saint-Claude
48. Saint-Laurent-en-Grandvaux
49. Saint-Pierre
50. Septmoncel les Molunes
51. Vaux-lès-Saint-Claude
52. Villard-Saint-Sauveur
53. Villards-d'Héria
54. Viry
55. Vulvoz

## Démographie
En 2022, l'arrondissement comptait 48 083 habitants.
| 1968   | 1975   | 1982   | 1990   | 1999   | 2006   | 2011   | 2016   | 2021   |
| ------ | ------ | ------ | ------ | ------ | ------ | ------ | ------ | ------ |
| 43 450 | 45 406 | 46 596 | 50 295 | 51 406 | 52 315 | 51 473 | 49 749 | 48 208 |

| 2022   | - | - | - | - | - | - | - | - |
| ------ | - | - | - | - | - | - | - | - |
| 48 083 | - | - | - | - | - | - | - | - |

## Sous-préfets
| Période           | Période           | Identité          | Fonction précédente                                                | Observation                                                    |
| ----------------- | ----------------- | ----------------- | ------------------------------------------------------------------ | -------------------------------------------------------------- |
|                   | 7 mai 1991        | Jean-Michel Lair  |                                                                    | conseiller de chambre régionale des comptes                    |
| 7 août 1991       |                   | Pierre Serniclay  | Sous-préfet de Blaye                                               |                                                                |
|                   |                   |                   |                                                                    |                                                                |
| 10 juin 1994      |                   | Jacques Michelot  | Directeur du cabinet du préfet de l'Hérault                        |                                                                |
| 9 octobre 1996    |                   | Franca Dohet      | Magistrat                                                          |                                                                |
|                   |                   |                   |                                                                    |                                                                |
| 19 août 2004      | 7 septembre 2007  | Alain Valentin    | Sous-préfet de Sainte-Menehould                                    | Administrateur de la ville de Paris                            |
|                   | 6 janvier 2010    | Alain Mauroy      |                                                                    | Nommé sous-préfet hors cadre                                   |
| 6 janvier 2010    | 22 août 2012      | Hervé Carrere     | Directeur départemental de la jeunesse et des sports               | Sous-préfet chargé de mission auprès du préfet du Val-de-Marne |
| 23 août 2012      | 8 juillet 2015    | Joël Bourgeot     | Directeur académique adjoint des services de l'éducation nationale | Nommé sous-préfet de Montbard                                  |
| 7 août 2015       | 9 septembre 2019. | Laure Lebon       | Attachée principale d'administration de l'Etat                     |                                                                |
| 9 septembre 2019. | En cours          | Virginie martinez |                                                                    |                                                                |